# 川島口駅
川島口駅（かわしまぐちえき）は、香川県高松市元山町にあった高松琴平電気鉄道長尾線の駅（廃駅）。

## 概要
現在の川島口踏切西側（春日川鉄橋西詰。元山駅より約800 m長尾駅方面）に位置した駅で、春日川鉄橋への坂は25‰であったが、この勾配は長尾線内では最も大きいものであった。当駅はこの勾配の頂点にあり、満員のときは電車は勾配を上がることができなかったという。この坂と川島口駅が、スピードアップのネックとなっていた。当駅は長尾線のスピードアップ及び春日川の河川改修工事のため、廃駅となった。

## 歴史
- 1912年（明治45年）4月30日：高松電気軌道の駅として開業。
- 1943年（昭和18年）11月1日：会社合併により高松琴平電気鉄道長尾線の駅となる。
- 1969年（昭和44年）5月5日：廃止。

## 駅構造
単式ホーム1面1線を有する駅であった。当駅は乗降客が少なかったため、朝夕の一部の便は通過していた。

## 駅周辺
- 春日川

## その他
- 現在の春日川鉄橋は1975年（昭和50年）に架け替えられた鉄橋である。川島口駅のホームは現在の線路にあたり、駅の痕跡は無い。
- 高松電気軌道（現在の長尾線）の当初の計画では、川島口駅より木田郡坂ノ上村（後の川島町。現・高松市川島本町）を経由し、池戸駅へ向かう路線であったという。前田村の土地提供者の影響で、現在の路線になったという。

## 隣の駅
高松琴平電気鉄道
長尾線
元山駅 - 川島口駅 - 山崎駅  - 水田駅